# Acmonia trivia
Acmonia trivia är en insektsart som beskrevs av William Lucas Distant 1887. Acmonia trivia ingår i släktet Acmonia och familjen lyktstritar. Inga underarter finns listade i Catalogue of Life.